# Jarl Frithiof Lundquist
Jarl Frithiof Lundquist (ur. 15 sierpnia 1896, Helsinki, zm. 23 września 1965 tamże) – fiński generał lotnictwa. Od 8 września 1932 do 29 czerwca 1945 dowódca Fińskich Sił Powietrznych.